# Ľadové pleso
Ľadové pleso (deutsch Eissee oder Großkohlbachtaler Eissee, ungarisch Nagy-Tarpataki-Jeges-tó, polnisch 	Zmarzly Staw Staroleśny) ist ein Gebirgssee (genauer ein Karsee) auf der slowakischen Seite der Hohen Tatra.
Er befindet sich im Tal Veľká Studená dolina (deutsch Großes Kohlbachtal) und seine Höhe beträgt 2057 m n.m. Seine Fläche liegt bei 17.360 m², er misst 180 × 135 m und ist bis zu 18 m tief. Unmittelbar nördlich des Sees erhebt sich der Hauptkamm der Hohen Tatra mit den Bergen Malý Javorový štít, Hranatá veža und Rovienková veža. Der einzige Abfluss ist der Veľký Studený potok (deutsch Großer Kohlbach), ein Quellfluss des Studený potok (deutsch Kohlbach) im Einzugsgebiet des Poprad.
Der See ist häufig bis zum Sommer zugefroren und ist deshalb auch so benannt. Zur genaueren Unterscheidung vom See Ľadové pleso mengusovské im Zlomiská-Tal heißt er auch Ľadové pleso vo Veľkej Studenej doline (wie deutsch Großkohlbachtaler Eissee) oder Zbojnícke Ľadové pleso (wörtlich Räuber-Eissee).
In der Nähe verläuft ein gelb markierter Wanderweg von der Gabelung Pod Sedielkom westlich der Hütte Téryho chata im benachbarten Tal Malá Studená dolina über den Sattel Priečne sedlo zur Hütte Zbojnícka chata, ist aber von dort nicht sichtbar.